# Acquasale
L'acquasale, nota anche come acquasala, è un piatto tipico del sud Italia, diffuso particolarmente nel Cilento, in Calabria, in Basilicata e in Puglia.

## Preparazione
È un piatto povero, facile e veloce da preparare. Veniva preparato specialmente dai pescatori e i contadini da consumare mentre erano sul lavoro. Viene realizzato solitamente immergendo il pane biscottato in acqua e condendolo poi con sale grosso, olio extravergine di oliva, pomodoro e origano. Può essere servito sia come antipasto o secondo, o anche come piatto unico, specialmente se arricchito di altri ingredienti. In Basilicata, l'acquasale viene anche preparato con l'aggiunta di uovo e peperoni cruschi scottati in olio bollente e/o salame al posto del pomodoro. In Calabria viene preparato in più versioni, con broccoli e salumi oppure con asparagi e uovo. In Cilento viene anche preparato con aggiunta di mozzarella di bufala